# کروکونازول
کروکونازول (انگلیسی: Croconazole) یک داروی ضد قارچ از خانواده ایمیدازول است.